# Auróra utca
Az Auróra utca egy közterület Budapest VIII. kerületében, a Népszínház utca és a József utca között. A Bérkocsis utca és a Déri Miksa utca keresztezi.

## Története

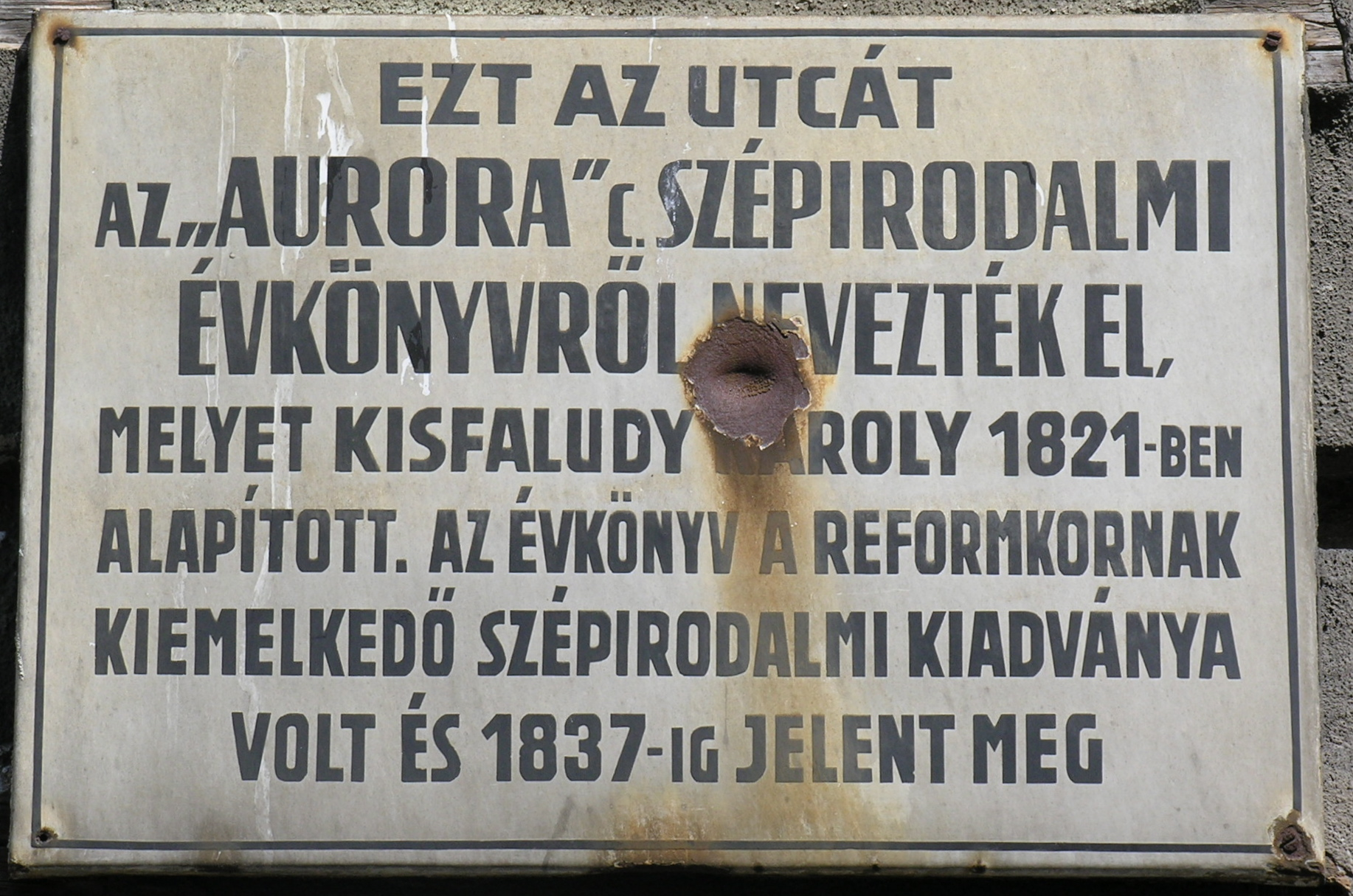

A 18. század közepén már falusias településként létező utca első alkalommal egy 1785-ös térképen ismerhető fel. Az első térképen feltüntetett neve Große Sandgasse (Nagy Homok utca) volt. Vörös László 1833-as térképén Uj Útsza (sic!) a neve. 1838-ban átnevezték Hanfgasséra (Kender utca). Ekkor a Sandgasse elnevezést már a mai Homok utca viselte, amelyet ugyan valamikor 1854 előtt átkereszteltek Kleine Sandgasséra (Kis Homok utca), hogy az Auróra utca egykori nevét a mai Bauer Sándor utca viselhesse. A kiegyezés után az utca már a magyar Kender utcza elnevezéssel szerepel a térképeken. A 19-20. században ez volt a körúttól a legtávolabbi és egyben legalacsonyabb rangú utca, ahol prostituáltak kínálták szolgálataikat. Udvaros, földszintes épületeik többségét csak az 1970-es években bontották le. Ezek egy részében a szomszédos Nagy Fuvaros és Bérkocsis utcákhoz hasonlóan lótartó fuvarosok laktak. Az utcában az 1910-1920-as években több 3-5 emeletes bérház épült. Alagsoraikban kisipari üzemek működtek.
A 39. szám alatt nyomdát működtető, lelkes eszperantista Szalay Sándor kezdeményezésére 1939-ben az utcát Eszperantó utcára keresztelték, megszabadulva a rossz hírű Kender utca névtől. A visszakeresztelési javaslatoknak elébe menve, Szalay újabb, kompromisszumos javaslatára Kisfaludi Károly Aurora című szépirodalmi évkönyvéről kapta ma is használatos nevét.
Az 1960-as évektől itt működött a kerületi házkezelőség központi telephelye és a lebontott földszintes épületek helyén az 1970-es évek végén épült meg az „Auróra utcai SZTK-szakrendelő”, majd néhány évvel később, vele szemben a Vám- és Pénzügyőrség iroda- és lakóháza. A Népszínház utca sarkán álló ház földszintjén volt a Vasúti Dolgozók Szakszervezetének kulturális központja, a József utcai végének közelében a Volán-Tefu irodái és a Neon KTSz üzeme. Az 1990-es évek közepétől az Observer médiafigyelő is az utcában végezte tevékenységét. A működésének helyet adó épületben nyílt két évtizeddel később az Auróra közösségi tér. A József utca sarkán sokáig mentálhigiénés- és drogprevenciós iroda is működött tűcsereprogrammal, amíg Kocsis Máté egykori fideszes polgármester el nem üldözte.  

## Megközelítés, közlekedés
Az utca északi végénél, a Népszínház utcában található a 28-as és 37-es villamos megállója, valamint a II. János-Pál pápa tér sarkán a 4-es metró állomása. A 99-es busz az utca két végével párhuzamosan áll meg az egy saroknyira lévő Nagy Fuvaros utcában, ill. Mátyás téren.

## Közforgalmú helyek és üzletek

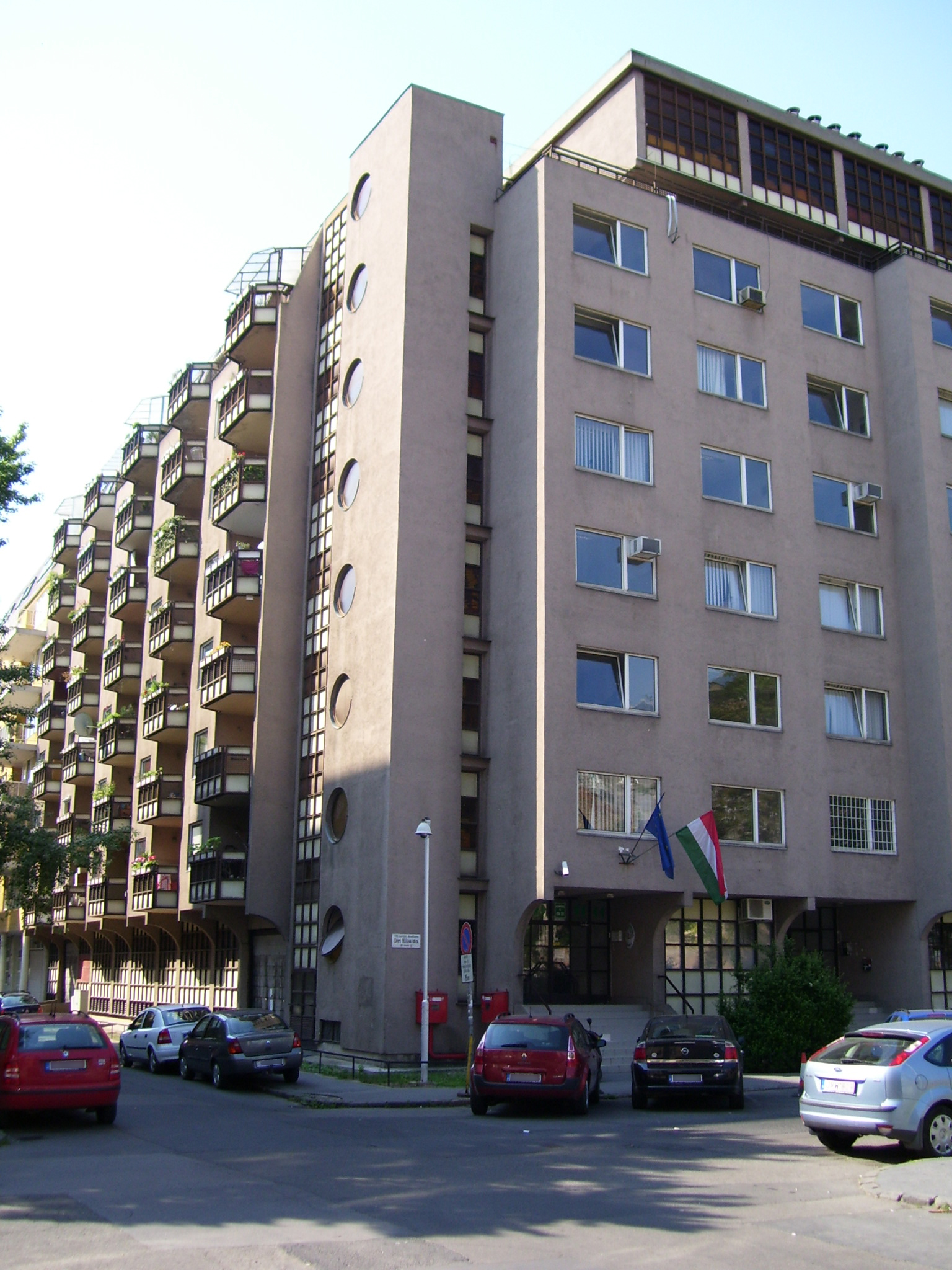
NAV iroda- és lakóház

Az utcában található az Auróra közösségi tér, a Józsefvárosi Szent Kozma Egészségügyi Központ, a NAV egyik irodaépülete, egy állatorvosi rendelő, egy ital kereskedés, egy kisebb élelmiszer üzlet és egy modellező szakkereskedés is. A Déri Miksa utca sarkán 2014-ben egy bekerített játszótér került kialakításra.